# بولين فان ديوتكوم
بولين فان ديوتكوم (بالهولندية: Paulien van Deutekom)‏ (توفيت يوم 2 يناير 2019)، كانت متزلجة هولندية. في عام 2008 أصبحت بطلة العالم في التزلج.

## روابط خارجية
- بولين فان ديوتكوم على موقع SpeedSkatingBase.eu (الإنجليزية)
- بولين فان ديوتكوم على موقع SpeedSkatingNews.info (الإنجليزية)
- بولين فان ديوتكوم على موقع SpeedSkatingStats.com (الإنجليزية)
- بولين فان ديوتكوم على موقع اللجنة الأولمبية الدولية (الإنجليزية)
- بولين فان ديوتكوم على موقع أوليمبيديا (الإنجليزية)